# Marcel Alain de Souza
Ne doit pas être confondu avec Marcel de Souza.
Marcel Alain de Souza, né le 30 octobre 1953 à Pobè, dans l'actuel Bénin, et mort le 16 juillet 2019 à Paris, en France, est une personnalité politique béninoise d'origine afro-brésilienne.

## Famille
Descendant du marchand d'esclave brésilien Francisco Félix de Souza (1754-1849), Marcel de Souza est le neveu de l'archevêque de Cotonou Isidore de Souza (1934-1999) et le frère de Chantal Yayi, députée et première dame du Bénin durant la présidence de son époux Thomas Boni Yayi (1952).

## Biographie
Marcel Alain de Souza naît à Pobè, dans ce qui est alors la colonie du Dahomey, le 30 octobre 1953.
Après des études au Centre ouest-africain de formation et d'études bancaires (COFEB), Marcel de Souza commence sa carrière au sein de la Banque centrale des États de l'Afrique de l'Ouest (BCEAO), qu'il intègre dans les années 1970. Il exerce alors d'importantes responsabilités, qui le mènent à Dakar, au Sénégal, et à Cotonou, où il est nommé directeur de la branche béninoise de l'institution.
Beau-frère de Thomas Boni Yayi, Marcel de Souza devient son porte-parole durant l'élection présidentielle béninoise de 2011. Après la victoire de Yayi, il est nommé ministre du Développement, de l'Analyse économique et de la Prospective. Cependant, les liens entre les deux hommes se distendent après les élections législatives béninoises de 2015, lors desquelles de Souza est élu député. Refusant de soutenir la candidature de Lionel Zinsou, dauphin de Yayi, Marcel de Souza se présente ensuite à l'élection présidentielle béninoise de 2016 à la tête du FRAP (Front républicain pour une alternative patriotique). L'entreprise est cependant un échec, de Souza ne récoltant que 0,13% des voix.
Le 22 mars 2016, Marcel de Souza est nommé au poste de président de la Commission de la CEDEAO, charge qu'il assume jusqu'à la nomination de l'Ivoirien Jean-Claude Brou, en 2017. Cette nomination le conduit à renoncer à son mandat de député.
Il meurt à Paris d'une crise cardiaque le 16 juillet 2019.